# جائزة المكسيك الكبرى 2015
جائزة المكسيك الكبرى 2015 (بالإنجليزية: 2015 Mexican Grand Prix)‏ هو سباق فورمولا 1 أقيم بتاريخ 1 نوفمبر 2015 في مدينة مكسيكو، المكسيك. كان السابع عشر من أصل 19 في بطولة العالم لسباقات الفورمولا واحد موسم 2015. حلّ الألماني نيكو روسبيرغ أولا.